# Penetrantia
Penetrantia is een mosdiertjesgeslacht uit de familie van de Penetrantiidae en de orde Ctenostomatida. De wetenschappelijke naam ervan is in 1946 voor het eerst geldig gepubliceerd door Silén.

## Soorten
- Penetrantia bellardiellae Schwaha, 2019
- Penetrantia brevis Silén, 1946
- Penetrantia clionoides Smyth, 1988
- Penetrantia concharum Silén, 1946
- Penetrantia densa Silén, 1946
- Penetrantia irregularis Silén, 1956
- Penetrantia operculata Soule & Soule, 1969
- Penetrantia parva Silén, 1946
- Penetrantia sileni Soule, 1950
- Penetrantia taeanata Seo, Chae, Winston, Zágoršek & Gordon, 2018